# IC 5242
IC 5242 је спирална галаксија у сазвјежђу Пегаз која се налази на листи објеката дубоког неба у Индекс каталогу.
Деклинација објекта је + 23° 24' 25" а ректасцензија 22h 41m 15,1s. Привидна величина (магнитуда) објекта IC 5242 износи 13,9 а фотографска магнитуда 14,7. IC 5242 је још познат и под ознакама UGC 12148, MCG 4-53-10, CGCG 474-20, IRAS 22388+2308, KCPG 571A, KUG 2238+231, Z 2238.8+2308, PGC 69487.